# Heniochus pleurotaenia
Espèce
Statut de conservation UICN

 LC  : Préoccupation mineure
Heniochus pleurotaenia, communément nommé poisson-cocher fantôme, est un poisson osseux de petite taille appartenant à la famille des Chaetodontidae natif de la partie centrale du bassin Indo-Pacifique. 

## Description
Le poisson-cocher fantôme est un poisson de petite taille qui peut atteindre une longueur maximale de 17 cm,.
Son corps est compressé latéralement, les premiers rayons de sa nageoire dorsale s'étirent légèrement en un filament ressemblant à une plume. 
La teinte de fond du corps est blanche avec des zones chocolat à noires.
Une première zone brun foncé se dégradant en chocolat sur ses bords externes masque le visage. Elle couvre la bouche, les yeux et remonte jusqu'aux premiers rayons de la nageoire dorsale. Le museau étiré vers l'avant est doté d'une petite bouche protractile terminale. Une petite corne orne l'axe entre les yeux et une excroissance frontale arrondie donnent l'impression que le profil de son front est concave.
Une deuxième zone sombre forme un "v" inversé dont la base est noire à brun sombre et le sommet chocolat et une insertion blanche entre les deux "bras" du "v". Elle débute au niveau des nageoires ventrales couvre les nageoires pectorales, atteint en son somment le centre de la nageoire dorsale et se termine sur la nageoire anale.
Une troisième zone chocolat s'étire des derniers rayons de la nageoire dorsale et déborde légèrement sur la base du pédoncule caudal.
Les nageoires pectorales et caudale sont translucides.
Le poisson-cocher fantôme peut être confondu avec le très similaire poisson-cocher noir,  Heniochus varius. La différence est simple: le poisson-cocher noir ne possède pas le motif en "v" inversé sur ses flancs.
Par contre, le juvénile du poisson-cocher fantôme ne possède pas encore l'insertion blanche mais se distingue par une extension des premiers rayons de la nageoire dorsale plus courte que celle du juvénile du poisson-cocher noir.

## Distribution & habitat
Le poisson-cocher fantôme est présent dans les eaux tropicales et subtropicales de la zone centrale du bassin Indo-Pacifique soit des Maldives aux côtes occidentales de la Thaïlande et de la pointe sud de l'Inde à l'île de Java en Indonésie,.
Le poisson-cocher fantôme apprécie les zones riches en corail et peu profondes des lagons et pentes récifales externes soit de la surface à 25 mètres de profondeur.

## Biologie
Le poisson-cocher fantôme des côtes continentales vit généralement en couple et celui des iles vit en petits groupes .
Son régime alimentaire se compose de zooplancton.

## Statut de conservation
L'espèce ne fait face à aucune menace importante en-dehors d'une collecte occasionnelle pour l'aquariophilie dans certaines zones géographiques, le poisson-cocher fantôme est toutefois classé en "préoccupation mineure"(LC) par l'UICN.